# 個人健康情報管理
個人健康情報管理（こじんけんこうじょうほうかんり、Personal Health Record、PHR）は、医療に関する情報の連携基盤のうち、診断履歴や服薬履歴など個人の医療・健康情報・介護情報を管理するシステムのこと。

## 各国のPHR

### 日本
日本では2025年現在、オンラインで個人が自身の医療・健康情報を取得するための仕組みづくりが進められている。マイナポータルにおいては「医療保険情報取得API」が準備されている。
また、医療機関ではお薬手帳が配布されており、薬の飲み合わせのチェックや副作用の防止のため、服薬履歴やアレルギーなど医師や薬剤師に必要な情報を記載して管理できる。

### アメリカ合衆国
アメリカ合衆国ではオバマ政権においては医療情報のネットワーク化が進められた。この時に創設されたBlue Buttonと呼ばれるシステムが普及しており、多くのアメリカ合衆国国民が自身の医療データを確認することができる。アメリカ合衆国では民間が中心の医療制度であるため、大手IT企業によるサービス、地域医療ネットワーク、民間事業者によるものなどPHRシステムは多様である。

### フランス
フランスでは診療情報の患者自身による管理と医療従事者間での共有を目的に健康情報共有システム庁が個人診療記録システム「Dossier Médical Personnel（DMP）」を運営している。DMPにはINS（Identifiant National de Santé）というIDが用いられており、健康保険証であるVitaleカードの格納情報をもとにIDが生成され管理されている。データの保存期間は10年で患者はインターネットを利用して自身の医療情報を参照することができる。